# أوسكار رودريغيز مارادياغا
أوسكار رودريغيز مارادياغا (مواليد 29 ديسمبر 1942) هو كاهن كاثوليكي هندوراسي، أصبح كاردينال في عام 2001.